# Rémi Garde
Rémi Garde (* 3. April 1966 in L’Arbresle) ist ein französischer Fußballtrainer und ehemaliger Fußballspieler. Als zumeist in Defensivrollen agierender Mittelfeldspieler verbrachte der sechsfache französische Nationalspieler bei seinem Heimatklub Olympique Lyon die sportlich erfolgreichste Zeit. Während seiner letzten Profistation beim FC Arsenal gewann er mit der englischen Meisterschaft seinen einzigen bedeutenden Titel.

## Spielerkarriere

### Im Verein

#### Olympique Lyon (1984–1993)
In der Jugendakademie von Olympique Lyon (OL) erlernte Rémi Garde, der circa 25 Kilometer nordwestlich von Lyon in L’Arbresle geboren wurde, das Fußballspielen. Er debütierte im Alter von 18 Jahren in der zweitklassigen D2 unter dem damaligen OL-Trainer Robert Herbin, stagnierte dann aber in seiner sportlichen Weiterentwicklung, da Herbins Nachfolger Robert Nouzaret keine Verwendung für ihn in der ersten Mannschaft hatte.
Erst die Ankunft von Raymond Domenech und dessen Installation als neuer sportlicher Leiter sorgte für die Initialzündung in Gardes Karriere. Binnen eines Jahres führte Domenech Olympique Lyon 1989 über die Zweitligameisterschaft zum Aufstieg in die höchste französische Spielklasse und baute dabei neben den Neuzugängen wie Eugène Kabongo Ngoy oder Claudio García in besonderem Maße auf die eigenen Talente aus dem Verein. Davon profitierte der Mittelfeldspieler Garde in besonderem Maße und kam in 32 Ligaspielen der Saison 1988/89 zum Einsatz. Pascal Fugier, Bruno Génésio und Garde wurden zum neuen Rückgrat von Olympique Lyon und der im defensiven Mittelfeld „ackernde“ Garde im Besonderen zu Domenechs verlängertem Arm und Kapitän.
Trotz eines katastrophalen Starts in die Saison 1989/90 akklimatisierte sich Garde mit Olympique Lyon auch auf höchster nationaler Ebene, und die Mannschaft schloss auf einem respektablen achten Tabellenplatz ab. Bereits ein Jahr später erreichte OL den fünften Rang und qualifizierte sich für den UEFA-Pokal. Dabei waren bei Garde jedoch auch erste Anzeichen körperlicher Probleme zu beobachten, die sich spätestens in der Saison 1991/92 zu manifestieren begannen. Grund dafür war das kräfteraubende Spiel im Zentrum, bei dem sich Garde in der Defensivarbeit stetig aufrieb, was wiederum Domenech dazu veranlasste, die Aufgabenverteilung neu zu bestimmen und vor allem körperlich robuste Abwehrspieler wie Bruno N’Gotty mehr in die Verantwortung zu nehmen. Dessen ungeachtet sorgte Garde weiter für Glanzpunkte und schoss bei OLs erstem Europapokalauftritt seit 16 Jahren gegen das schwedische Östers Växjö den einzigen Treffer zum 1:0-Sieg. Das Rückspiel endete mit 1:1, und in der folgenden zweiten Runde scheiterte der Klub am türkischen Vertreter Trabzonspor.
Die beiden letzten Jahre bis zum Ende der Spielzeit 1992/93 verliefen für OL in der Liga enttäuschend, was mit Platz 16 und Rang 13 in der jeweiligen Abschlusstabelle seinen Ausdruck fand. Als verantwortlich dafür wurde auch ein mangelnder Kampfgeist im Mittelfeld und das Fehlen einer Führungsfigur gemacht und insgesamt standen die Zeichen auf Veränderung. Domenech warf schließlich das Handtuch und mit Nachfolger und Trainer-Neuling Jean Tigana nahm der Klub einen Neuaufbau in Angriff. Während zahlreiche Hochkaräter wie Manuel Amoros, Pascal Olmeta, Abédi Pelé und Éric Roy verpflichtet wurden, entschloss sich Garde zu einem Wechsel zu Racing Straßburg, wo man ihm einen Stammplatz im defensiven Mittelfeld zugesagt hatte.

#### Racing Straßburg (1993–1996)
Aufgrund von Verletzungssorgen gewöhnte sich Garde jedoch nur sehr schleppend beim neuen Verein ein. Die Leistungen zeigten noch nicht das vor allem zu Beginn des Jahrzehnts demonstrierte Niveau und am Ende verzeichnete die Statistik in der Saison 1993/94 lediglich 21 Ligaeinsätze. In seinem zweiten Jahr in Straßburg zeigte Gardes Formkurve dann deutlich nach oben. Dabei harmonierte er im Mittelfeld gut mit Franck Sauzée und im Mai 1995 stand er mit den Elsässern im Pokalendspiel, das mit 0:1 gegen Paris Saint-Germain verloren ging. Die Blessuren kehrten in der Saison 1995/96 zurück und so blieb das dritte Jahr Gardes letztes in Straßburg. Nach nur 16 Ligaeinsätzen verließ er den Klub und heuerte im August 1996 in England beim FC Arsenal an, wo gerade sein Landsmann Arsène Wenger die sportliche Führung übernommen hatte.

#### FC Arsenal (1996–1999)
Wenger übergab Garde sofort das Kapitänsamt und machte ihn gleichzeitig zum ersten ausländischen Mannschaftsführer in der Geschichte des FC Arsenal. Garde zeigte dann auch seine Qualitäten im Passspiel und in der Zweikampfstärke, aber die alten Verletzungsprobleme holten ihn letztlich auch auf der Insel ein, so dass ihm nur elf Pflichtspiele vergönnt waren, wovon er wiederum nur in sieben Anfangsformationen stand. Spieler wie Patrick Vieira und Emmanuel Petit hatten sich auf seiner Position zudem entscheidende Vorteile erarbeitet. In der Saison 1997/98 gewannen die Gunners das „Double“ aus englischer Meisterschaft und FA Cup und Garde absolvierte (zumeist im rechten Mittelfeld) zehn Ligapartien, was der  Mindestanzahl für den Erhalt eine Meistermedaille entsprach. Zum Pokalsieg trug er mit nur einem Spiel marginal bei und in ihm reifte bereits der Gedanke hinsichtlich des Rücktritts und einer neuen Trainerkarriere in Marseille. Nach reiflicher Überlegung ließ er sich von einem weiteren Einjahresvertrag überzeugen und obwohl ihn während der Saison 1998/99 das
Pfeiffersche Drüsenfieber plagte, zeigte er sich bei seinen seltenen Einsätzen zuverlässig. In der Partie gegen den FC Chelsea (1:0) Ende Januar 1999 wählten ihn zahlreiche Zeitungen gar zum „Man of the Match“. Knapp einen Monat später absolvierte er in Newcastle (1:1) sein letztes Pflichtspiel, bevor er seinen Vertrag im Sommer 1999 auslaufen ließ und vom aktiven Sport zurücktrat.

### In der Nationalmannschaft
Nach seinem Aufstieg zum Führungsspieler von Olympique Lyon und der Bestätigung seiner Leistungen in der höchsten französischen Spielklasse in der Saison 1989/90 lud ihn Michel Platini im Januar 1990 anlässlich einer Freundschaftsspielreise nach Kuwait erstmals in die französische A-Nationalmannschaft ein. In der Partie gegen den Wüstenstaat, die am 21. Januar 1990 mit einem 1:0-Sieg für die „Equipe tricolore“ endete, stand Garde im Mittelfeld an der Seite von Bernard Pardo, Marcel Dib und Laurent Blanc schließlich in der Startformation. An gleicher Stelle absolvierte er innerhalb der folgenden Woche zwei weitere Länderspiele gegen die DDR (3:0) und den späteren Weltmeister aus (West-)Deutschland (2:1), wobei er in der Partie gegen Ostdeutschland aus taktischen Gründen (Mittelfeld insgesamt „zu defensiv“) erst nach einer Stunde für Jean-Marc Ferreri eingewechselt wurde.
Nach der Kuwait-Reise blieben Gardes Länderspieleinsätze jedoch rar. Zwischen August 1991 und Mai 1992 absolvierte er im Vorfeld der Euro 1992 in Schweden noch drei weitere Partien, davon sein erstes und einziges Pflichtspiel gegen Spanien (2:1). Mit Didier Deschamps, Rückkehrer Luis Fernández und Franck Sauzée war die Konkurrenz auf seiner Position letztlich zu groß. Obwohl Garde im französischen EM-Kader stand, blieb er im Verlauf der Endrunde ohne Einsatzminute.

## Trainerlaufbahn

### Olympique Lyon
Nach Tätigkeiten für den französischen Pay-TV-Sender Canal+ nahm Garde im Jahr 2003 seine erste Trainertätigkeit auf. Als Assistent von Paul Le Guen kehrte zu seinem Heimatklub Olympique Lyon zurück und behielt diese Position auch nach dem Trainerwechsel zu Gérard Houllier zwei Jahre später, während er parallel an seinen Trainerscheinen arbeitete. Als 2007 mit Alain Perrin ein weiterer Cheftrainer in Lyon engagiert wurde, wechselte Garde ins Scouting-Team des Klubs. Zu Beginn der Saison 2010/11 ernannte ihn Präsident Jean-Michel Aulas zum Leiter des Ausbildungszentrums und nur knapp ein Jahr später wurde er im Juni 2011 als Nachfolger von Claude Puel selbst Trainer der ersten Mannschaft.
Während Gardes dreijähriger Amtszeit als Cheftrainer platzierte sich Olympique Lyon stets unter den Top fünf der Ligue 1. Am Ende der Saison 2013/14 trat Garde unter Angabe persönlicher und familiärer Gründe von seinem Posten zurück.

### Aston Villa
Am 2. November 2015 unterschrieb Rémi Garde beim englischen Klub Aston Villa einen Vertrag bis Juni 2019. Das Team befand sich zu diesem Zeitpunkt am Tabellenende der Premier League. Unter Gardes Regie fand jedoch keine entscheidende Verbesserung statt und als abgeschlagenes Schlusslicht trennte man sich bereits Ende März 2016 wieder.

### Impact de Montréal FC
Im November 2017 wurde er Cheftrainer von Impact de Montréal FC in der Major League Soccer.

## Titel/Auszeichnungen
- Englische Meisterschaft (1): 1998